# 黃瑞吉
黃瑞吉，台灣政治人物，曾為中國國民黨94年任務型國民大會代表、中央委員、黨代表，現任中華民國農會理事長、南州溪洲代天府主任委員，其子黃盈裕，為屏東縣議會縣議員。

## 經歷
- 南州鄉農會總幹事五屆
- 屏東縣農會總幹事三屆
- 屏東縣農會理事長一屆
- 財團法人農漁會南區資訊中心第3、4屆董事
- 財團法人農漁會南區資訊中心第7、8常務監事
- 財團法人台灣農漁會超市中心第1、2屆董事長
- 中華民國94年任務型國民大會代表
- 中國國民黨第17、18全會中央委員
- 中國國民黨第14、15、16、17屆全會黨代表

## 現任職務
- 中華民國農會理事長
- 合作金庫商業銀行股份有限公司第7屆董事
- 中華民國農會附設各級農會農化廠管理委員會主任委員
- 桃園市肉品市場管理委員會委員